# Изменение климата в искусстве
Изменение климата в искусстве (англ. Climate change art) ― направление в современном искусстве, вдохновлённое изменением климата. Отличительной чертой данного течения является стремление преодолеть склонность человека ценить личный опыт в ущерб объективным данным науки. Искусство изменения климата нацелено на то, чтобы отойти от этих сухих данных, сделав их более «живыми и доступными». Иными словами, намерение художников данного направления заключается в том, чтобы «создать эмоциональную связь ... через силу искусства». 
Произведения искусства изменения климата создаётся как учёными, так и художниками, не имеющими специального образования. В общем и целом данное течение можно отнести в информационному искусству.

## История
По материалам The Guardian, в ответ на негативную общественную реакцию в 1990-х годах на добычу ископаемого топлива и строительство атомных электростанций крупные энергетические компании увеличили свои пожертвования на цели благотворительности. Они выдавали гранты в том числе и организациям в сфере культуры и искусства, причём  «до такой степени, что многие крупные национальные учреждения попали в зависимое положение, получая заработную плату от этих корпораций». Промышленные гиганты «закрывают рот многих художников, обеспокоенных экологическими проблемами». В 2009 году, «пробуждается к искусству изменения климата».

## Примеры
В 2018 году участники проекта художника Ксавье Кортада «Ассоциация владельцев подводных домов» разместили на передних дворах по всему Майами знаки, указывающие высоту каждого объекта над уровнем моря, чтобы наглядно проиллюстрировать, какой подъем уровня моря затопит этот объект. 

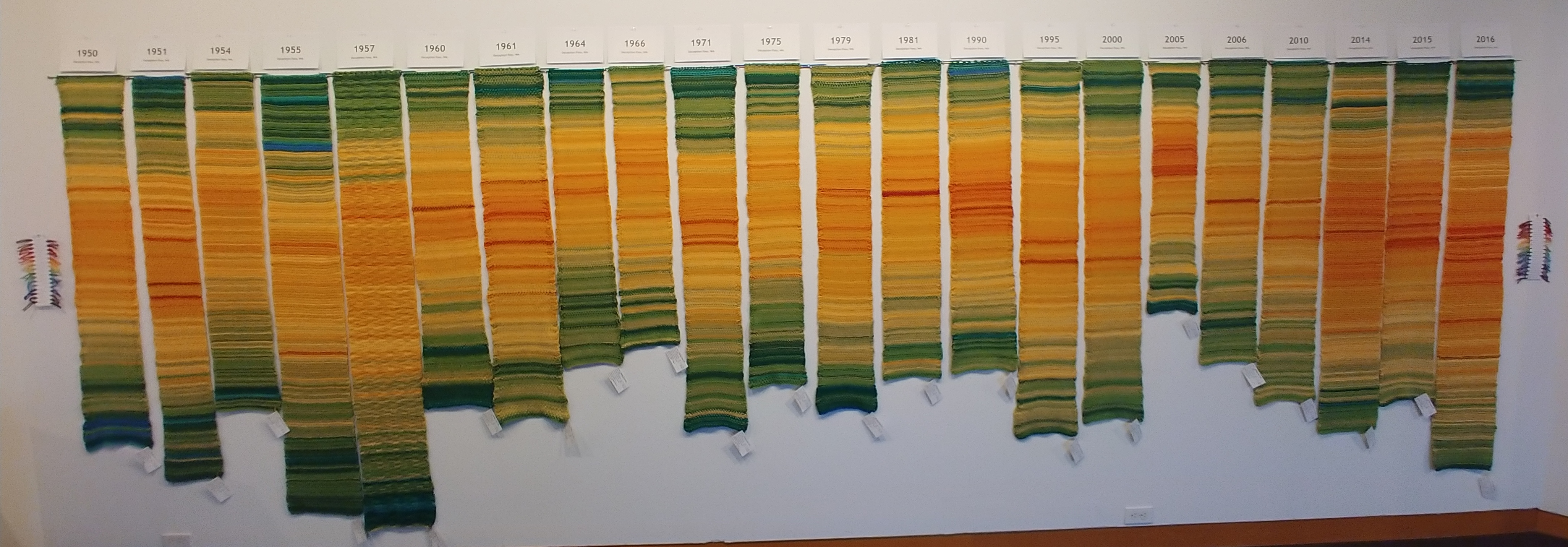
«Темпестры» (Tempestries). Пример произведения искусства изменения климата, представляющий изменение температуры в данном месте с течением времени

Начиная с 2017 года, художественное объединение Tempestry Project создаёт «темпестры» ― баннеры размером с шарф, показывающие изменение температуры с течением времени. Каждый темпестр вязан трикотажным или вязаным крючком, один ряд в день в цвете, отражающем высокую температуру этого дня, в течение всего года. Два или более темпестра посвящены одному и тому же географическому объекту, каждый из которых представляет разные годы, вышитые вместе, чтобы показать ежедневное изменение максимальной температуры с течением времени.
В 2016 году Эд Хокинс, ученый из Национального центра атмосферных наук и Редингского университета, создал «Климатические спирали» ― серию художественных представлений данных о глобальном потеплении. В 2018 году за этим проектом последовали «Полосы потепления» ― серия цветные полосы, представляющих хронологически упорядоченные среднегодовые аномалии температуры для данного местоположения.
В 2015 году учёный-океанограф из Университета Джорджии Джоан Шелдон изготовила шарф, иллюстрирующий среднегодовую температуру с 1600-х годов до настоящего времени, поместив в каждом ряду по одному году.
В 2012 году режиссер Джефф Орловски снял фильм «Погоня за льдом», в котором представил множество материалов фотографа Джеймса Балога, сделанных в рамках проекта «Экстремальное исследование льдов». Балог использовал замедленную киносъёмку, чтобы показать процесс исчезновения ледников с течением времени.
В 2007 году художник Ив Мошер использовал машинку для разметки поля порошком мела, чтобы нарисовать синюю линию прилива вокруг Манхэттена и Бруклина, показывая области, которые окажутся под водой, если бы предсказания об изменении климата окажутся правдивыми. С тех пор в рамках её проекта HighWaterLine были проведены линии прилива вдоль Бристоля, Филадельфии и ещё двух прибрежных городов во Флориде.
Среди видных художников данного течения выделяют Алексиса Рокмана, который посвятил себя этому искусству ещё в 1994 году.